# Stanisław Książek (ksiądz)
Stanisław Zdzisław Książek (ur. 2 czerwca 1931 r. w Dzierążni, zm. 9 listopada 2015 r. w Kamiennej Górze) – polski duchowny katolicki, doktor prawa kanonicznego, wieloletni proboszcz parafii Matki Bożej Różańcowej w Kamiennej Górze, kapelan honorowy Ojca Świętego, kanonik Rochettum et Mantelletum, doktor teologii Akademii Teologii Katolickiej w Warszawie, regionalista, Honorowy Obywatel Kamiennej Góry, ostatnie lata kapłaństwa spędził w swojej parafii jako rezydent.

## Młodość

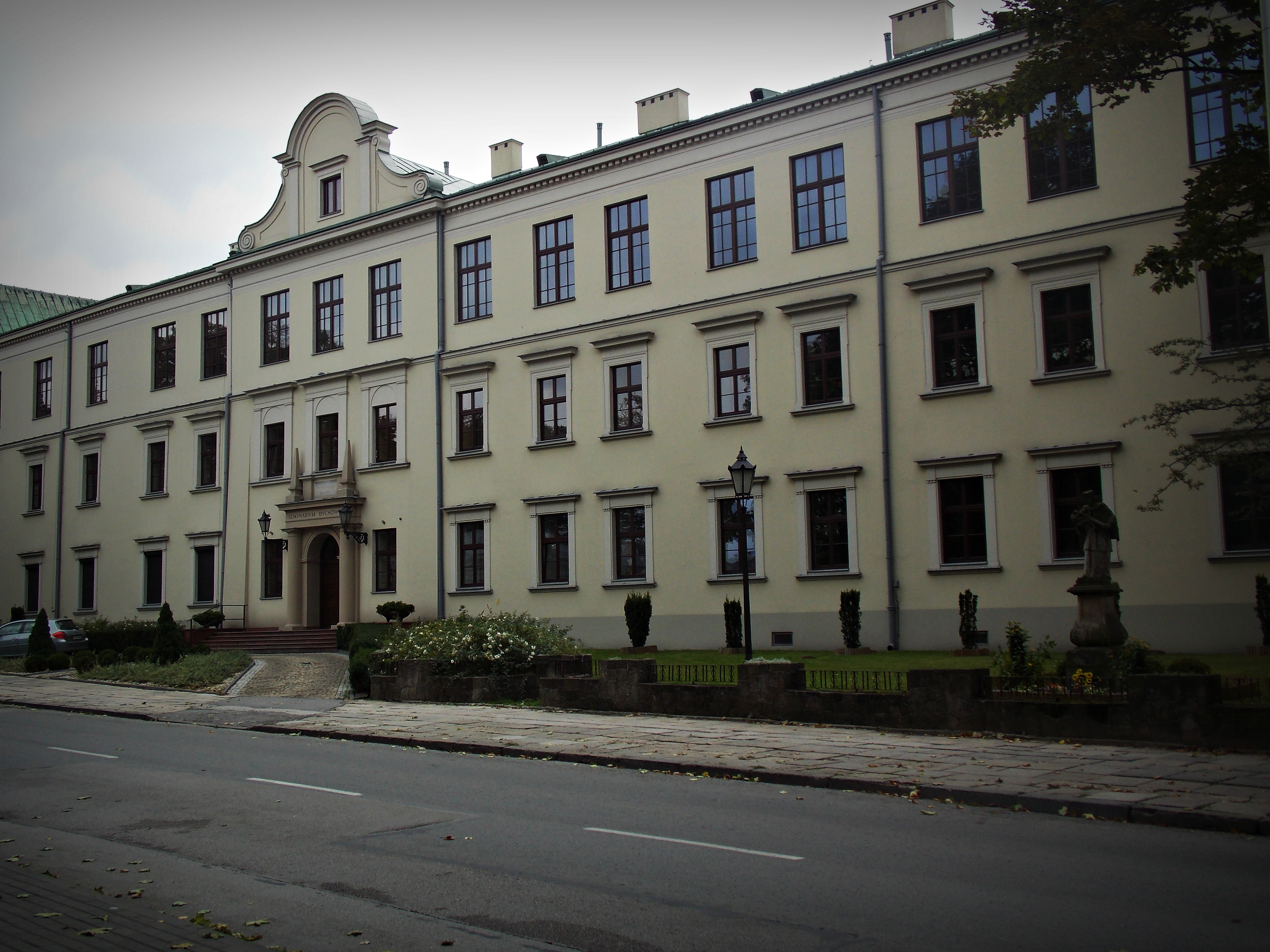
Wyższe Seminarium duchowne w Kielcach

Urodził się w rodzinie rolniczej. Syn nauczycielki Anieli Książek z d. Wierzbowska (1911 - 1994) i rolnika Władysława Książek (1905 - 1993) - ojciec brał czynny udział w kampanii wrześniowej. Pracowali na gospodarstwie rolnym, które obejmowało blisko 6 ha gruntu ornego. W czasie II Wojny Światowej udzielili schronienia żydowi Aronowi Edelmanowi:

Udało się uciec z transportu Aronowi Edelmanowi, który zajmował się skupem zboża. On był głównym odbiorcą pszenicy wypielęgnowanej przez ojca. Producent i kupiec mieli do siebie zaufanie, bo gdy brakowało pieniędzy na opłatę wiosennej raty podatku, można było wziąć u Arona zaliczkę już na nowe plony. Nie brał procentu, ale miała zapewnioną dostawę zboża. Uczciwy z uczciwym mógł się dogadać. W najtrudniejszej sytuacji życia, po utracie żony i dzieci zjawił się po północy za oknem od strony podwórza, pukał w szybę i przyciszonym głosem wołał: "Władek, Władek, to ja Aron, daj mi chleba". Pamiętam do dziś wołanie prawdziwie głodnego człowieka. Przeżył dzięki czterem rodzinom, które go żywiły i ukrywały. Gdy było ciepło i zboża na tyle wysokie, że był niewidoczny pozostawał na polu, a nocą przychodził tylko po chleb. I nie tylko po chleb, bo po pewnym czasie uległa zniszczeniu odzież i obuwie. Ojciec kupił mu na targu drewniaki za własne pieniądze. Aron nie miał żadnych kosztowności, a ci którzy go utrzymywali, czynili to na gruncie chrześcijańskiego miłosierdzia. Jesienią siedział w stodole, a zimą w chlewie. Wtedy osobiście ojciec nosił mu gotowane jedzenie. Wyzwolenia przez radzieckich frontowców doczekał w naszej oborze zaraz po połowie stycznia 1945 r. Wyjechał do Izraela, napisał dwa listy, ale dla zapracowanych rodziców utrzymanie korespondencji było uciążliwe. Za świadczoną pomoc nie oczekiwali żadnych korzyści ani materialnych, ani honorowych.

Stanisław naukę szkolną rozpoczął mając 4 lata. W latach 1935–1942 uczęszczał do Szkoły Powszechnej w Dzierążni. W 1942 r. po skończeniu 7 klas Szkoły Powszechnej pobierał naukę w dwuletniej Szkole Handlowej w 
Działoszycach. W latach 1944–1946 kontynuował naukę w następnych dwóch klasach gimnazjalnych w Miechowie. Po ukończeniu Liceum Humanistycznego św. Stanisława Kostki w Kielcach w 1948 r. otrzymał świadectwo dojrzałości.

## Kapłaństwo

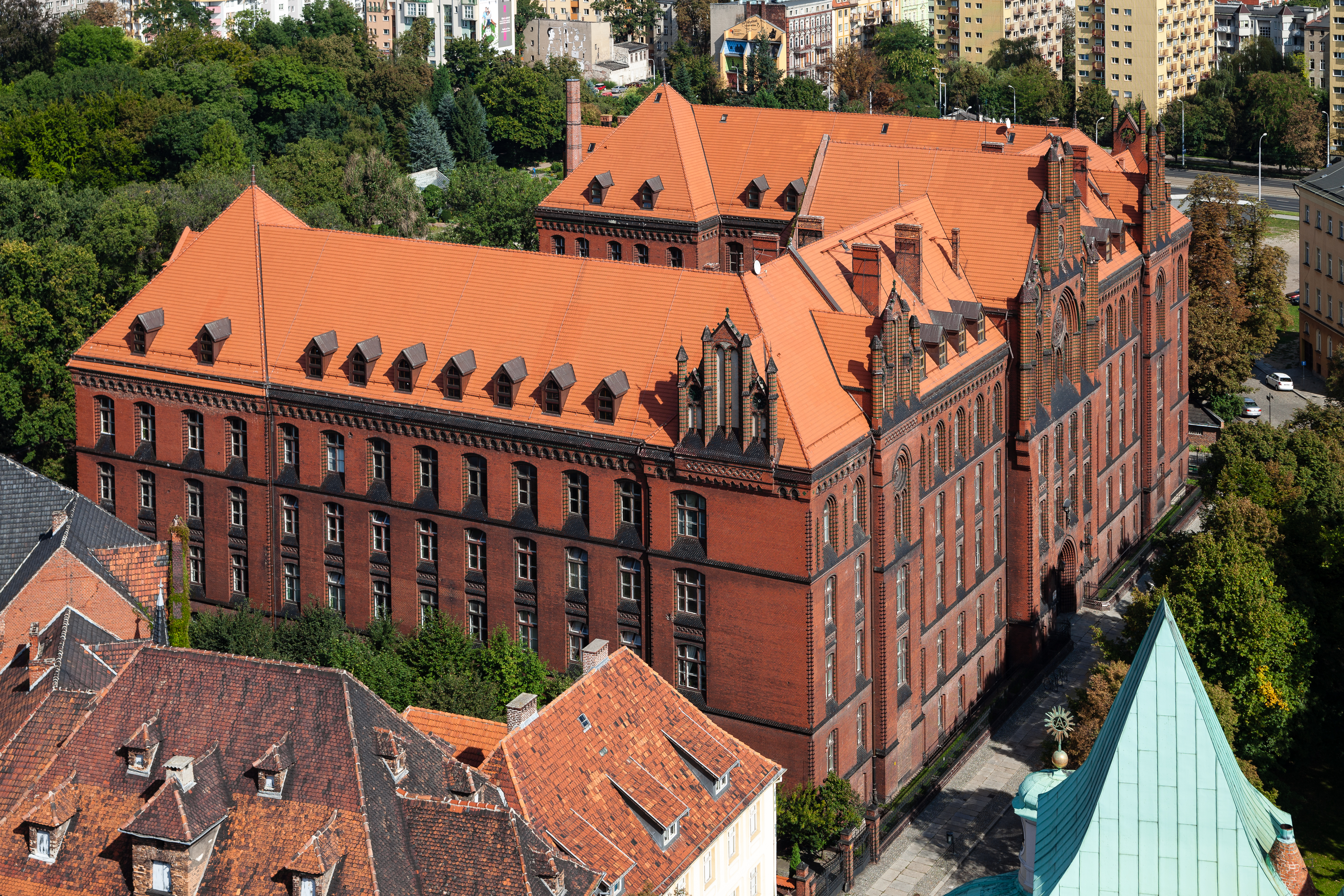
Metropolitalne Wyższe Seminarium Duchowne we Wrocławiu

Wychował się w rodzinie głęboko religijnej:

Niedziela była w pełni dniem Pańskim. Na ranną Msze św. chodziły dzieci z mamą. Ojciec uczestniczył w Sumie. Przy obiedzie snuliśmy religijne refleksje na temat niedzielnej Ewangelii i kazania. Nie unikało się tematów o rzeczach ostatecznych.

Pierwszy raz w życiu pomyślał o kapłaństwie mając 7 lat:

Moja myśl o kapłaństwie hierarchicznym krystalizowała się przy ołtarzu, a zapoczątkowana została w siódmym roku życia, gdy od rodziców dostałem pierwszą komeżkę i przez starszych kolegów zostałem włączony do grona ministrantów. Oni otrzymali z rąk mamy drobniaki na cukierki za praktyczne wprowadzenie mnie w posługę przy ołtarzu. Gdy zdobyłem umiejętność samodzielnego posługiwania, codziennie na godz. 8.00 biegłem 2 km z tornistrem na Msze św., potem jadłem drugie śniadanie w sklepie u Drożyńskich (herbata i bułka z wędliną) i udawałem się na godzinę 10.00 - 11.00 do szkoły. (...) Rodzice (...) przez pracę i dobry przykład kształtowali we mnie pełne człowieczeństwo, na którym oparło się służebne kapłaństwo.

W 1948 r. wstąpił do Wyższym Seminarium Duchownym w Kielcach, w którym odbył studia filozoficzno - teologiczne. Ostatni rok studiów kontynuował w Seminarium we Wrocławiu.
Oprócz formacji intelektualnej i duchowej wykonywał różnego rodzaju prace fizyczne:

Praca fizyczna przy katedrze nie była uciążliwa, a sezonowe zajęcia na gospodarstwach rolnych w Trestnie i Wojszycach dawały odczuwalne efekty w postaci dobrego wyżywienia braci kleryckiej. Katorżniczą niemal pracą było odgruzowanie Ostrowa Tumskiego i przyległych ulic. Zdecydował o tym Ordynariusz i nikt nie mógł do zmiany tej decyzji doprowadzić. Jedynym osiągnięciem w tej dziedzinie było zwolnienie z pracy fizycznej kleryków ostatniego roku studiów od września 1953 r. Stąd święceni w 1954 r. wylali mniej potu niż ich koledzy święceni w następnych latach.

13 czerwca 1954 r. przyjął sakrament święceń prezbiteratu z rąk biskupa Michała Klepacza w archikatedrze św. Jana Chrzciciela we Wrocławiu.

## Działalność duszpasterska w latach 1954 - 1966

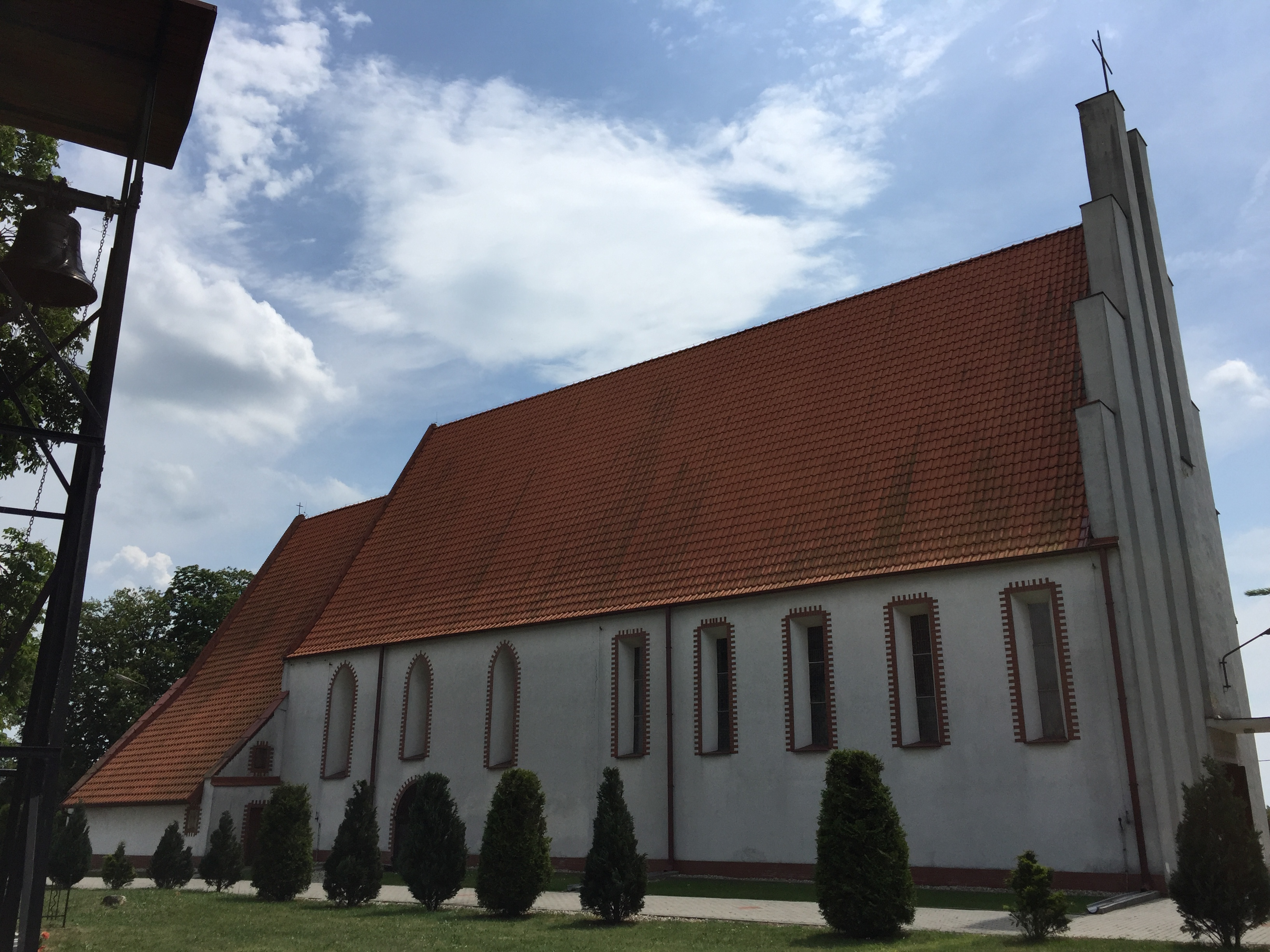
Kościół parafialny św. Mikołaja w Wilkowie

Po święceniach kapłańskich otrzymał dekret, mocą którego 15 lipca 1954 r. został wikariuszem parafii Świętych Apostołów Piotra i Pawła w Legnicy. Posługę kapłańską pełnił w latach 1954 – 1956. Oprócz posługi sakramentalnej prowadził katechezy dla dzieci (od przedszkola do klasy V w 23 grupach), był opiekunem ministrantów, a także kapelanem szpitali w Legnicy. Parafia obejmowała ok. 15.000 wiernych. Na jej terenie były trzy szpitale i dojeżdżało się do trzech kościołów. Na własną prośbę przy poparciu ks. Proboszcza Tadeusza Łączyńskiego, w 1956 r. uzyskał pozwolenie na podjęcie studiów specjalistycznych na Katolickim Uniwersytecie Lubelskim. Na skutek przemian października 1956 r. przywrócono nauczanie religii w szkołach. Wobec trudności obsady personalnej ks. Stanisława mianowano prefektem szkół na terenie parafii w Namysłowie z dniem 1 stycznia 1957 r. bez odwołania z uczelni. Pogodzenie nauczania w wymiarze 35 godzin tygodniowo w szkołach średnich ze studiami stacjonarnymi w Lublinie było ponad siły. Pierwsze miejsce zajęła praca duszpasterska. W studiach nastąpiła przerwa.
W latach 1957 – 1958 pełnił obowiązki prefekta szkół w Namysłowie i obsługiwał duszpastersko kaplicę w Wilkowie i kościół w Wojciechowie.
1 lipca 1958 r. otrzymał nominację proboszczowską do parafii św. Mikołaja w Wilkowie. Parafia liczyła ok. 1960 wiernych. Na samodzielną pracę ks. Stanisława przypada odbudowa kościoła św. Mikołaja, który został zniszczony w 80%. Wyposażenie kościoła w 4 ołtarze, wykonanie zewnętrzne, zakup trzech dzwonów. W kościele filialnym Nawiedzenia NMP w Wojciechowie kapitalny remont wieży, nowe tynki wewnętrzne, polichromia, odnowienie ołtarza i ambony, przygotowanie cegły i zalasowanie wapna na nowa salę katechetyczną, której następcy nie wybudowali.

## Działalność duszpasterska w latach 1966 - 2006
1 sierpnia 1966 r. przybył do Kamiennej Góry. Jako wikariusz w parafii św. Piotra i Pawła miał za zadanie zorganizowanie, na bazie byłego kościoła ewangelickiego pw. Trójcy Świętej zwanego kościołem łaski, nowej parafii katolickiej. Kościół łaski został przejęty w 1958 r. przez parafię Świętych Apostołów Piotra i Pawła w Kamiennej Górze, zabezpieczony i częściowo wyremontowany. Przystosowano ewangelicką zakrystię do sprawowania liturgii, wykonano 1/5 części tynków wewnątrz kościoła. W takim stanie przejął kościół ks. Stanisław w 1966 r.
Oprócz remontów w kościele Matki Bożej Różańcowej przeprowadził kapitalny remont kościoła filialnego św. Józefa Oblubieńca NMP w Przedwojowie. Wybudował kaplice św. Maksymiliana Kolbe w Czadrowie (1985 - 1988), a także w początkowej fazie współdziałał w tworzeniu parafii Najświętszego Serca Pana Jezusa w Kamiennej Górze
Po skończonych remontach 1 marca 1972 r. została erygowana parafia Matki Bożej Różańcowej w Kamiennej Górze. Ks. Stanisław został jej pierwszym proboszczem aż do przejścia na emeryturę w 2006 r.
W latach 1972–1988 był wicedziekanem dekanatu Kamienna Góra Zachód a od 1988 do 2006 dziekanem tegoż dekanatu. Należał do grona sędziów Sądu Kościelnego Diecezji Legnickiej.

## Działalność w latach 2006 - 2015

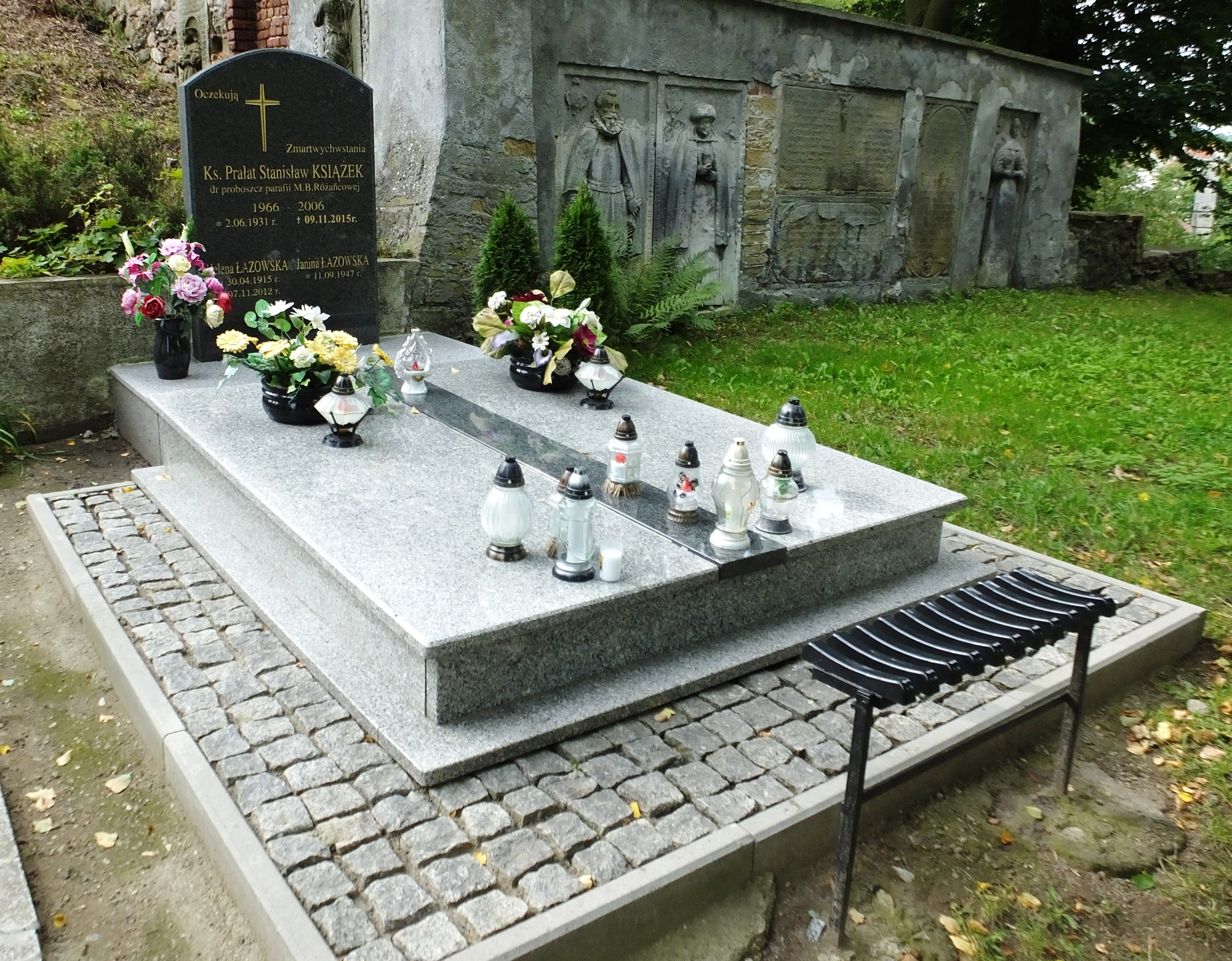
Grób ks. Stanisława Książka

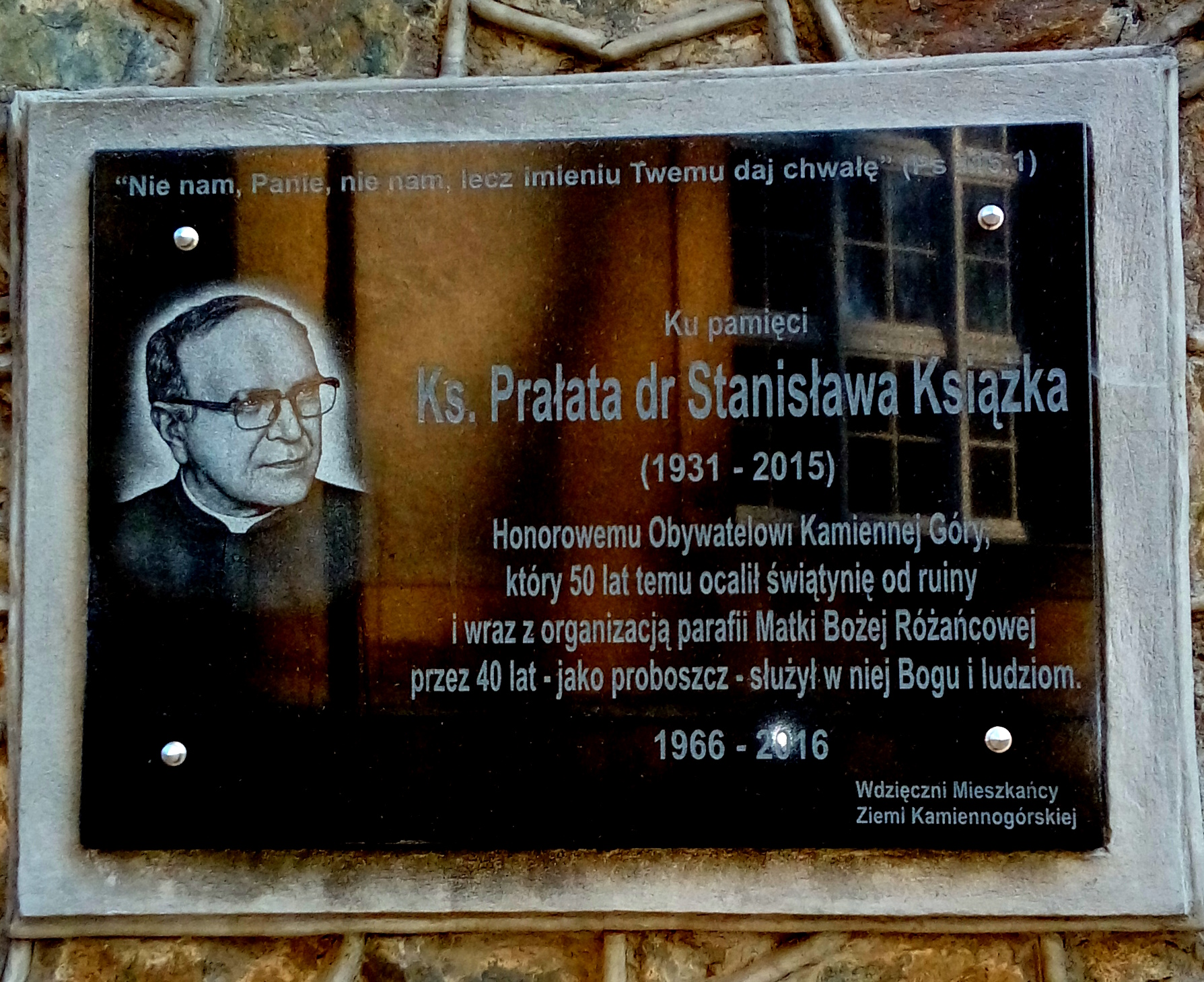
Tablica pamiątkowa poświęcona ks. Stanisławowi Książkowi na fasadzie domu parafialnego

W 2009 r. wydał: "Parafia Matki Bożej Różańcowej w Kamiennej Górze w latach 1966-2006" - jest to książka napisana na podstawie zapisków kroniki parafialnej. Po przejściu na emeryturę pozostał aż do swojej śmierci na terenie swojej parafii jako rezydent. Zmarł 9 listopada 2015 r. w Kamiennej Górze. 12 listopada 2015 r. został pochowany na cmentarzu komunalnym przy ul. Katowickiej.

## Działalność naukowa

### Studia uniwersyteckie
- Semestr na Katolickim Uniwersytecie Lubelskim (1956/57 r.) na wydziale Prawa Kanonicznego.
- Akademia Teologii Katolickiej w Warszawie, studia zaoczne, 10 semestrów + kurs doktorancki 2 semestry (1965 - 1972 r.) Magisterium: 1974 r.: "Granice i podział Diecezji Wrocławskiej na komisariaty i dekanaty w latach 1914 - 1945". Praca i egzaminy z oceną bardzo dobry. Obejmuje 91 stron maszynopisu. Promotor był ks. prof. Ignacy Subera, a recenzentem ks. prof. Marian Żurowski.
- Doktorat: 5 listopada 1979 r.:"Wykształcenie kanonistyczne duchowieństwa archidiecezji gnieźnieńskiej i poznańskiej w latach 1835 - 1873". Maszynopis obejmuje 254 strony. Promotorem pracy był o. prof. Joachim Bar, recenzentami ks. prof. Piotr Hemperek i ks. prof. Marian Fąka.

### Rozprawy i artykuły
Wydał 4 książki, napisał ponad 57 rozpraw i artykułów oraz 14 recenzji naukowych. Brał udział w sympozjach organizowanych przez Akademię Teologii Katolickiej i był jednym z głównych autorów zbiorowego dzieła Kanoniści polscy.

## Odznaczenia i upamiętnienie

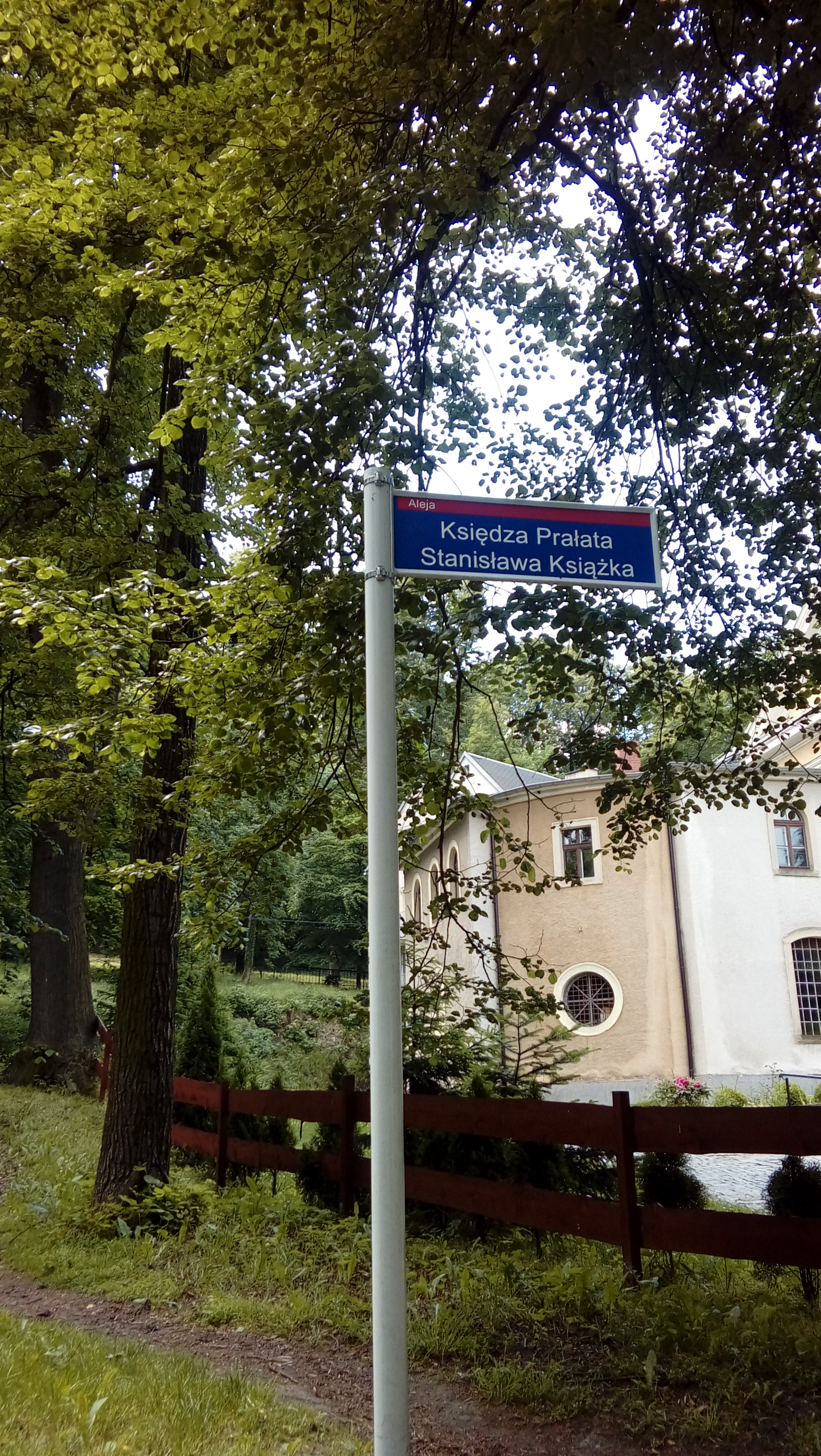
Aleja ks. Stanisława Książka w Kamiennej Górze

- 13 września 1997 r. uchwałą Rady Miasta nadano mu tytuł Honorowego Obywatala Miasta Kamiennej Góry[15].
- 27 kwietnia 2016 r. uchwałą Rady Miasta aleję spacerową w parku przy kościele, łączącą ulicę Piastowską z placem Kościelnym nazwano aleją Księdza Prałata Stanisława Książka[16][17].
- 21 maja 2016 r. na fasadzie domu parafialnego odsłonięto tablicę upamiętniającą ks. Stanisława Książka[18].

## Publikacje
- Terytorialna organizacja kościelna Kotliny Kamiennogórskiej w XX wieku, Kamienna Góra 2000.
- Mała architektura sakralna Kotliny Kamiennogórskiej, Kamienna Góra 2001 ISBN 83-88842-04-8.
- Pięćdziesiąt lat w służbie ołtarza, Kamienna Góra 2004.
- Parafia Matki Bożej Różańcowej w Kamiennej Górze w latach 1966-2006, Kamienna Góra 2009.